# Kenneth Bøgh Andersen
Kenneth Bøgh Andersen, född 29 november 1976 i Snekkersten, är en dansk författare av barn- och ungdomsböcker. Han är mest känd för sin fantasy-serie Den Store Djævlekrig.
Andersen är utbildad lärare men har sedan 2007 arbetat som författare på heltid. 
Andersen debuterade år 2000 med fantasy-trilogin "Slaget i Caïssa" och har därefter utgivit en lång rad böcker för barn och ungdomar inom genrerna fantasy, skräcklitteratur och science fiction. Hans böcker har vunnit flera priser och har översatts till svenska, norska, tyska, spanska och engelska.